# Brünnelistock
Der Brünnelistock ist ein 2133 m ü. M. hoher Gipfel in den Schwyzer Alpen zwischen dem Wägital und dem Oberseetal in der Schweiz.
Er liegt 1,5 km nordöstlich und wenig abgesetzt auf demselben Grat wie der Zindlenspitz. Derselbe Grat führt von dessen tiefster Stelle Ober Zindeln in Richtung Süden weiter zu den höchsten Gipfeln der Kette, dem Doppelgipfel Redertenstock 2295 m ü. M. und Mutteristock 2294 m ü. M. Der Grat bildet die natürliche Grenze zwischen den Kantonen Glarus und Schwyz.